# MTV Europe Music Awards 2022
Die MTV Europe Music Awards 2022 wurden am 13. November 2022 im PSD Bank Dome in Düsseldorf verliehen. Es handelte sich um das insgesamt sechste Mal, dass die Awardshow in Deutschland abgehalten wird. Die Verleihung wurde auf MTV in 170 Länder übertragen, wobei vor der Hauptshow noch eine einstündige Pre-Show gesendet wurde. Neben MTV wurde die Veranstaltung auch in Deutschland von Comedy Central Deutschland ausgestrahlt. Auch Paramount+ und Pluto TV übertrugen die Veranstaltung. Die Moderation übernehmen die Sängerin Rita Ora und Filmemacher Taika Waititi.
Die meisten Nominierungen erhielt mit sieben Harry Styles, gefolgt von Taylor Swift mit sechs Nominierungen. Nicki Minaj und Rosalía folgen mit fünf. Blackpink ist mit vier Nominierungen die am häufigsten nominierte Band und zugleich die erste K-Pop-Gruppe, die für die Kategorie Best Video nominiert war. Insgesamt wurden auch 17 Künstler zum ersten Mal nominiert. Die meisten Awards gewann Taylor Swift. Insgesamt wurde sie vier Mal ausgezeichnet.
Mit dem Best Longform Video und der Best Metaverse Performance wurden zwei neue Kategorien eingeführt. Gleichzeitig wurden die regionalen Awards Best Japanese Act, Best Korean Act und Best Southeast Asian Act zum Best Asia Act zusammengefasst.

## Liveauftritte
| Künstler                  | Lieder                                                  |
| Prä-Show                  | Prä-Show                                                |
| ------------------------- | ------------------------------------------------------- |
| Armani White              | Goated und Billie Eilish                                |
| Hauptshow                 |                                                         |
| David Guetta & Bebe Rexha | I'm Good (Blue)                                         |
| Muse                      | Will of the People                                      |
| Ava Max                   | Million Dollar Baby                                     |
| Gorillaz & Thundercat     | Cracker Island (aufgenommen in der Tonhalle Düsseldorf) |
| Stormzy                   | Firebabe                                                |
| OneRepublic               | I Ain‘t Worried                                         |
| Gayle                     | Abcdefu                                                 |
| Lewis Capaldi             | Forget Me                                               |
| Tate McRae                | She‘s All I Wanna Be und Uh Oh                          |
| Kalush Orchestra          | Stefania                                                |
| Spinall, Äyanna & Nasty C | Power (Remember Who You Are)                            |

## Nominierungen
Die Nominierungen wurden am 12. Oktober 2022 verkündet.
| Best Song | Best Video |
| --- | --- |
| Nicki Minaj – Super Freaky Girl - Bad Bunny & Chencho Corleone – Me Porto Bonito - Harry Styles – As It Was - Jack Harlow – First Class - Lizzo – About Damn Time - Rosalía – Despechá | Taylor Swift – All Too Well: The Short Film - Harry Styles – As It Was - Blackpink – Pink Venom - Doja Cat – Woman - Kendrick Lamar – The Heart Part 5 - Nicki Minaj – Super Freaky Girl                               |
| Best Collaboration | Best Artist |
| David Guetta & Bebe Rexha – I'm Good (Blue) - Bad Bunny & Chencho Corleone – Me Porto Bonito - DJ Khaled feat. Drake & Lil Baby – Staying Alive - Megan Thee Stallion & Dua Lipa – Sweetest Pie - Post Malone feat. Doja Cat – I Like You (A Happier Song) - Shakira & Rauw Alejandro – Te Felicito - Tiësto & Ava Max – The Motto                               | Taylor Swift - Adele - Beyoncé - Harry Styles - Nicki Minaj - Rosalía |
| Best R&B | Best New |
| Chlöe - H.E.R. - Khalid - Giveon - Summer Walker - SZA | Seventeen - Baby Keem - Dove Cameron - GAYLE - Stephen Sanchez - Tems |
| Best Pop | Best Electronic |
| Taylor Swift - Billie Eilish - Doja Cat - Ed Sheeran - Harry Styles - Lizzo | David Guetta - Calvin Harris - DJ Snake - Marshmello - Swedish House Mafia - Tiësto |
| Best Rock | Best Alternative |
| Muse - Foo Fighters - Måneskin - Red Hot Chili Peppers - Liam Gallagher - The Killers | Gorillaz - Imagine Dragons - Panic! At The Disco - Tame Impala - Twenty One Pilots - Yungblud |
| Best Hip-Hop | Best Latin |
| Nicki Minaj - Drake - Future - Jack Harlow - Kendrick Lamar - Lil Baby - Megan Thee Stallion | Anitta - Bad Bunny - Becky G - J Balvin - Rosalía - Shakira |
| Best K-Pop | Best Live |
| Lisa - Blackpink - BTS - Itzy - Seventeen - Twice | Harry Styles - Coldplay - Ed Sheeran - Kendrick Lamar - Lady Gaga - The Weeknd |
| Best Push | Best Longform Video |
| Seventeen - Nessa Barrett - Mae Muller - GAYLE - Shenseea - Omar Apollo - Wet Leg - Muni Long - Doechii - Saucy Santana - Stephen Sanchez - Jvke | Taylor Swift – All Too Well: The Short Film - Foo Fighters – Studio 666 - Taylor Hawkins Tribute Concert: Wembley Stadium, London - Rosalía – MOTOMAMI (ROSALÍA TikTok LIVE Performance) - Stormzy – Mel Made Me Do It |
| Best Metaverse Performance | Video for Good |
| Blackpink – Blackpink x (PUBG) 2022 In-Game Concert: [THE VIRTUAL] - BTS – ‘Butter’ & ‘Permission to Dance’ Minecraft Concert! - Charli XCX – Samsung Superstar Galaxy Concert Charli XCX – Roblox - Justin Bieber – Wave Presents: Justin Bieber – An Interactive Virtual Experience - Twenty One Pilots – Roblox presents Twenty One Pilots Concert Experience | Sam Smith feat. Kim Petras – Unholy - Ed Sheeran feat Lil Baby – 2step - Kendrick Lamar – The Heart Part 5 - Latto – Pussy - Lizzo – About Damn Time - Stromae – Fils de joie                                          |
| Biggest Fans | |
| BTS - Taylor Swift - Nicki Minaj - Blackpink - Harry Styles - Lady Gaga | |

## Regionale Awards
| Europa | Europa                                                               |
| Best Dutch Act | Best French Act                                                      |
| --- | -------------------------------------------------------------------- |
| Goldband - Antoon - Frenna - Rondé - Yade Lauren                                                                                         | Amir - Aya Nakamura - Orelsan - Soolking - Tayc                      |
| Best German Act | Best Hungarian Act                                                   |
| badmómzjay - Giant Rooks - Nina Chuba - Leony - Kontra K                                                                                 | Carson Coma - Beton.Hofi - Дeva - Elefánt - Krúbi                    |
| Best Israeli Act | Best Italian Act                                                     |
| Noa Kirel - Anna Zak - Mergui - Nunu - Shahar Saul                                                                                       | Pinguini Tattici Nucleari - Blanco - Elodie - Måneskin - Ariete      |
| Best Nordic Act | Best Polish Act                                                      |
| Sigrid (Norwegen) - Kygo (Norwegen) - MØ (Dänemark) - Swedish House Mafia (Schweden) - Tove Lo (Schweden)                                | Ralph Kaminski - Julia Wieniawa - Margaret - Mata - Young Leosia     |
| Best Portuguese Act | Best Spanish Act                                                     |
| Bárbara Bandeira - Ivandro - Julinho KSD - Syro - T-Rex                                                                                  | Bad Gyal - Dani Fernández - Fito & Fitipaldis - Quevedo - Rosalía    |
| Best Swiss Act | Best UK & Ireland Act                                                |
| Loredana - Patent Ochsner - Marius Bear - Faber - Priya Ragu                                                                             | Harry Styles - Adele - Cat Burns - Dave - Lewis Capaldi              |
| Africa |                                                                      |
| Best African Act |                                                                      |
| Burna Boy (Nigeria) - Ayra Starr (Nigeria) - Black Sherif (Ghana) - Musa Keys (Südafrika) - Tems (Nigeria) - Zuchu (Tansania)            |                                                                      |
| Asien |                                                                      |
| Best Indian Act |                                                                      |
| Armaan Malik - Badshah - Zephyrtone - Gurbax - Raja Kumari                                                                               |                                                                      |
| Best Asia Act |                                                                      |
| Tomorrow X Together (Korea) - Niki (Indonesien) - Maymay Entrata (Philippinen) - SILVY (Thailand) - The Rampage from Exile Tribe (Japan) |                                                                      |
| Australien und Neuseeland |                                                                      |
| Best Australian Act | Best New Zealand Act                                                 |
| G Flip - Genesis Owusu - Ruel - The Kid Laroi - Vance Joy                                                                                | Lorde - Benee - Coterie - L.A.B. - Shouse                            |
| Amerika |                                                                      |
| Best Brazilian Act | Best Canadian Act                                                    |
| Manu Gavassi - Anitta - Gloria Groove - L7NNON - Xamã                                                                                    | Johnny Orlando - Avril Lavigne - Drake - Tate McRae - The Weeknd     |
| Best Caribbean Act | Best Latin America North Act                                         |
| Daddy Yankee - Bad Bunny - Natti Natasha - Myke Towers - Rauw Alejandro                                                                  | Kenia Os - Danna Paola - Kevin Kaarl - Santa Fe Klan - Natanael Cano |
| Best Latin America Central Act | Best Latin America South Act                                         |
| Danny Ocean - Karol G - Feid - Manuel Turizo - Camilo                                                                                    | Tini - Bizarrap - Duki - María Becerra - Tiago PZK                   |
| Best US Act |                                                                      |
| Billie Eilish - Doja Cat - Jack Harlow - Lil Nas X - Lizzo - Taylor Swift                                                                |                                                                      |